# Бурачок Степан Онисимович
Бурачок Степан (Стефан) Онисимович (нар. 1800, с. Заньки, Ніжинського повіту, Чернігівщина — 7 січня 1877, Санкт-Петербург) — викладач, учений, письменник, видавець, генерал-лейтенант корпусу корабельних інженерів (1864),  російський літературний критик українського походження. Народився в селі Заньки Ніжинського повіту Малоросійської губернії (нині село у Вертіївській сільській громаді Ніжинського району Чернігівської області). Син адмірала. 
Протягом 1812-1817 років навчався в Петербурзькому училищі корабельної архітектури, а після закінчення викладав у цьому закладі. Від 1820 року – в Казанському та Астраханському адміралтействах, споруджував судна для Каспійської флотилії (частину з них – за власними проєктами). Від 1831 року – на Балтиці, викладав в офіцерських класах Морського корпусу (з 1862 року – Морська  академія).
Автор низки винаходів. 1835 року видрукував "Историю морской архитектуры" та "Теорию крепости лесов и металлов с приложением к строительству корабля". За двотомник "Лекции алгебраического и трансцендентного анализа, читанные М.В.Остроградским в 1836 г." (СПб., 1837) удостоєний Демидовської премії Петербурзької АН з математики 1838 року (разом із співавтором С. Зельоним). Виступав у військовій пресі ("Морской сборник", "Кронштадтский вестник").
1840 року – один із засновників у Санкт-Петербурзі журналу "Маяк современного просвещения и образованности. Труды ученых и литераторов, русских и иностранных", а 1842 року став одноосібним редактором-видавцем часопису під зміненою назвою – "Маяк, журнал современного просвещения, искусства и образованности в духе русской народности". У журналі інколи друкувалися твори українських письменників (Григорій Квітка-Основ'яненко, Тарас Шевченко, Микола Костомаров, О. Афанасьєв-Чужбинський, О. Корсун) та рецензії на них. 
Захопившись фармацевтикою, опублікував полемічну книгу "Человеческий организм, да и вся природа есть гомеопатическая лаборатория жизненных производств" (СПб., 1869). Кавалер орденів св. Станіслава 1-го ст., св. Володимира 4-го ст. та св. Анни 3-го ст.
Відомий різкою критикою О. Пушкіна, М. Лермонтова, М. Гоголя. Бурачок негативно відгукнувся про вміщені в «Молодику» (за 1843 рік) поезії Шевченка («Маяк», 1844, № 1). Шевченко був знайомий з Бурачком: збереглося два листи до нього (березень 1844), у яких поет звертався з проханням дати йому прочитати «Історію Малоросії» М. Маркевича й нові номери журналу «Маяк», сповіщав, що одержав надісланий ним альманах «Молодик».
Помер у м. Санкт-Петербург.